# أليكس ماكدويل
أليكس ماكدويل (بالإنجليزية: Alex McDowell) هو منتج أفلام ومصمم الإنتاج ماليزي وأمريكي، ولد في 1 أبريل 1955 في بورنيو في ماليزيا.

## وصلات خارجية
- أليكس ماكدويل على موقع IMDb (الإنجليزية)
- أليكس ماكدويل على موقع ميوزك برينز (الإنجليزية)
- أليكس ماكدويل على موقع ديسكوغز (الإنجليزية)
- أليكس ماكدويل على موقع قاعدة بيانات الفيلم (الإنجليزية)